# Torneo Competencia 1952
Het Torneo Competencia 1952 was de veertiende editie van deze Uruguayaanse voetbalcompetitie. Het toernooi liep van het (Uruguayaanse) najaar tot augustus 1952. De eindwinst ging naar Club Nacional de Football, dat rivaal en titelhouder CA Peñarol naar de tweede plaats verwees.

## Teams
Aan het Torneo Competencia deden twaalf ploegen mee. Net als vorig jaar had het toernooi ook deelnemers die niet in de Primera División actief waren. Behalve de ploegen die in 1952 op het hoogste niveau speelden, deden ook CA Fénix (de nummer twee van de tweede divisie vorig seizoen) en degradant Montevideo Wanderers FC mee. Voor Fénix was het hun eerste deelname aan dit toernooi. Alle deelnemende ploegen waren afkomstig uit Montevideo.
| Clubs        | Clubs                     |
| ------------ | ------------------------- |
| Central FC   | Montevideo Wanderers FC   |
| CA Cerro     | Club Nacional de Football |
| Danubio FC   | CA Peñarol                |
| CA Defensor  | Rampla Juniors FC         |
| CA Fénix     | CA River Plate            |
| Liverpool FC | IA Sud América            |

## Toernooi-opzet
Het Torneo Competencia werd gespeeld voorafgaand aan de Primera División. De twaalf deelnemende clubs speelden een halve competitie tegen elkaar en de ploeg die de meeste punten behaalde werd eindwinnaar. De behaalde resultaten telden ook mee voor het Torneo de Honor 1952. Het toernooi was een Copa de la Liga; een officieel toernooi, georganiseerd door de Uruguayaanse voetbalbond (AUF).

## Toernooiverloop
De wedstrijd tussen rivalen CA Peñarol en Club Nacional de Football behoorde tot de eerste speelronde, maar vond pas plaats op 8 augustus, nadat de meeste wedstrijden al waren gespeeld. Ook sommige andere wedstrijden werden niet gespeeld op een ander moment dan het nummer van de speelronde zou vermoeden.
De wedstrijd tussen Peñarol en Nacional eindigde in een 2–0 zege voor de Aurinegros, maar dit was tevens het enige puntverlies voor Nacional. De Tricolores wonnen de overige tien wedstrijden en omdat Peñarol in drie andere wedstrijden puntverlies leed (een nederlaag tegen CA Defensor en gelijke spelen tegen Central FC en Liverpool FC) leverde dit Nacional de eindzege op. Het was de vierde zege voor Nacional in het Torneo Competencia, de eerste sinds 1948.
Peñarol eindigde achter Nacional op de tweede plaats. Het was voor de dertiende keer op rij dat ze in de top-twee eindigden. Opmerkelijk was de 11–2 zege die ze behaalden op tweedeklasser CA Fénix. De derde plek was voor Rampla Juniors FC. Promovendus IA Sud América en degradant Montevideo Wanderers FC eindigden in het rechterrijtje. Liverpool - vorig seizoen nog vijfde - eindigde als laatste. De Negriazules wisten geen enkele wedstrijd te winnen en verloren acht van de elf wedstrijden.

### Eindstand
|     | Club                      | Sp. | W  | G | V | Pnt. | DV | DT | DS  |
| --- | ------------------------- | --- | -- | - | - | ---- | -- | -- | --- |
| 1.  | Club Nacional de Football | 11  | 10 | 0 | 1 | 20   | 45 | 11 | +34 |
| 2.  | CA Peñarol                | 11  | 8  | 2 | 1 | 18   | 41 | 13 | +28 |
| 3.  | Rampla Juniors FC         | 11  | 7  | 1 | 3 | 15   | 30 | 19 | +11 |
| 4.  | CA Cerro                  | 11  | 5  | 2 | 4 | 12   | 26 | 27 | –1  |
| 5.  | Central FC                | 11  | 5  | 2 | 4 | 12   | 19 | 26 | –7  |
| 6.  | CA Defensor               | 11  | 3  | 5 | 3 | 11   | 16 | 19 | –3  |
| 7.  | Danubio FC                | 11  | 4  | 2 | 5 | 10   | 20 | 20 | 0   |
| 8.  | IA Sud América            | 11  | 3  | 4 | 4 | 10   | 15 | 21 | –6  |
| 9.  | Montevideo Wanderers FC   | 11  | 3  | 2 | 6 | 8    | 13 | 26 | –13 |
| 10. | CA River Plate            | 11  | 2  | 3 | 6 | 7    | 12 | 10 | –8  |
| 11. | CA Fénix                  | 11  | 2  | 2 | 7 | 6    | 14 | 36 | –22 |
| 12. | Liverpool FC              | 11  | 0  | 3 | 8 | 3    | 11 | 24 | –13 |

| Winnaar Torneo Competencia 1952    |
| ---------------------------------- |
| Club Nacional de Football 4e titel |

1934 ·
1936 ·
1941 ·
1942 ·
1943 ·
1944 ·
1945 ·
1946 ·
1947 ·
1948 ·
1949 ·
1950 ·
1951 ·
1952 ·
1953 ·
1955 ·
1956 ·
1957 ·
1958 ·
1959 ·
1961 ·
1962 ·
1963 ·
1964 ·
1967 ·
1985 ·
1986 ·
1987 ·
1988 ·
1989 ·
1990